# Knights and Merchants
Knights and Merchants (tj. Rytíři a kupci) je realtime strategie z produkce německého studia Joymania Entertainment zasazená do středověkého prostředí. Hra byla poprvé vydána v roce 1998 v originále s podtitulem The Shattered Kingdom a v roce 2001 byl vydán její datadisk The Peasants Rebellion. Hra Knights and Merchants je budovatelskou strategií, kterou lze přirovnat k sérii Settlers. Důležitou roli má během hraní především ekonomika, kdy hráč rozvíjí svou osadu produkující nezbytné potraviny a zbraně. Následně vytváří přímo ovladatelné vojenské jednotky, s jejichž pomocí bojuje s nepřítelem a plní tak zadané úkoly.

## Děj
Herní příběh se odehrává ve fiktivní krajině inspirované středověkou Evropou. Dle oficiální stránky jsou elementy hry a scény založeny především na středověké Anglii, konkrétně na  anglosaském období okolo roku 1200.

### The Shattered Kingdom
Děj hry se točí okolo sporu otce se synem, kdy se království propadne do bojů občanské války mezi přívrženci krále Karoluse a prince Lothara. Lothar se rozhodl, že už se mu nechce déle čekat na trůn celého království, které se díky spravedlivé a úspěšné vládě jeho otce stalo nejsilnějším a nejbohatším královstvím v zemi, a rozpoutal válku. Na celé čáře se svými vycvičenými jednotkami vítězí. V poslední chvíli vstupuje do příběhu hráč, jako velitel poslední královi oddané provincie, která ještě nepadla do rukou zrádného Lothara. Herní kampaň je rozdělena do dvaceti misí, z nichž každá třetí představuje bitvu, v níž dochází pouze ke konfrontaci vojenských jednotek s nepřítelem. Po odražení útoku na poslední panovníkovu provincii se králově vojsku postupně podaří porazit a přivést k poslušnosti jednotlivé zrádné barony. Princ a jeho oddíly jsou postupně vytlačeni z celé země, avšak sám král Karolus je v závěru kampaně zrádně usmrcen. Hráč, jako králův velitel a nástupce pak dobyje poslední pevnost povstalců, prince v souboji usmrtí a sám je korunován novým králem.  

### The Peasant Rebellion
V příběhu vystupuje princ Matthias Postumus, vzdálený příbuzný zesnulého krále Karoluse. Otec Matthiase, král Bogart byl zabit během jeho oblíbené záliby – sokolnictví. Představitelé tří nejstarších šlechtických rodů v zemi se pak ujali vlády za dohody s princem. Tři dny od začátku vlády však princ Matthias zjišťuje, že podlehl slibům a jeho poddaní postupně odmítnou plnit jeho rozkazy. Nepokoje se rozšiřují a mladý princ sousedního království žije ve strachu o svůj život, protože mocná liga obchodníků chystá převrat.
Kampaň v datadisku The Peasants Rebellion obsahuje 14 nových misí. Nově jsou do hry přidány také jednotky žoldnéřů a obléhací zbraně.  